# Riddle Gawne
Riddle Gawne is een Amerikaanse stomme film uit 1918 onder regie van William S. Hart en Lambert Hillyer, met in de hoofdrollen William S. Hart, Lon Chaney en Katherine MacDonald. Het scenario is gebaseerd op de roman The Vengeance of Jefferson Gawne van Charles Alden Seltzer uit 1917. De film is deels verloren gegaan.

## Verhaal

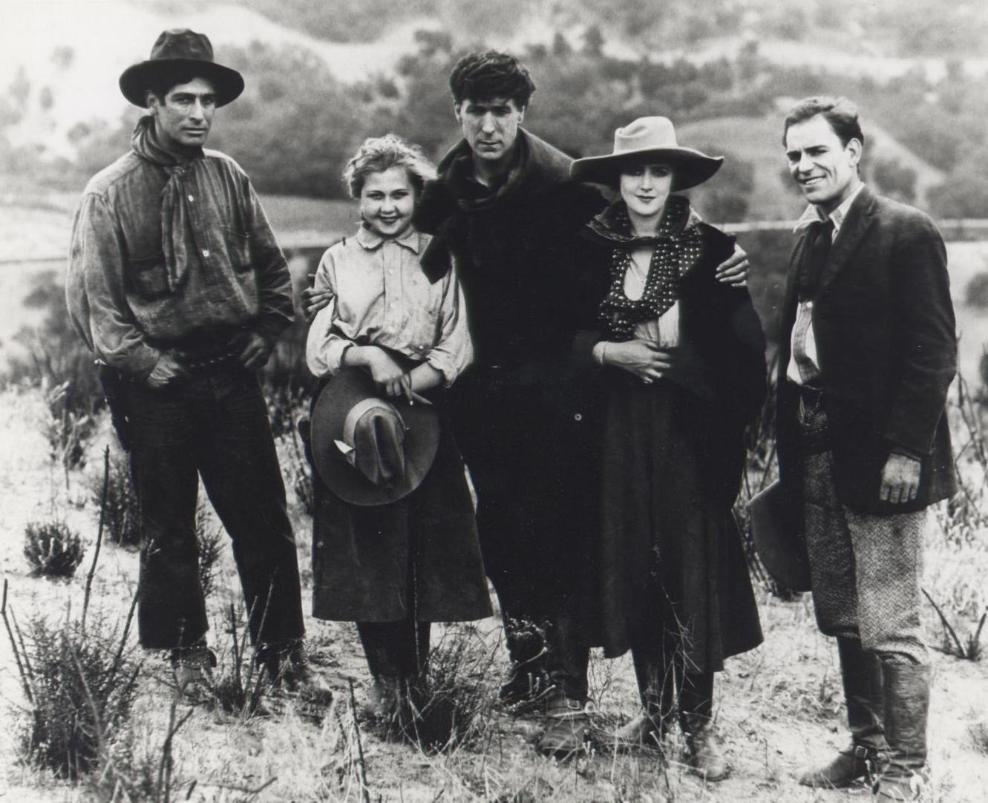
Publiciteitsfoto met de cast van Riddle Gawne

Jefferson “Riddle” Gawne wil wraak nemen op de man die zijn jongere broer vermoordde en ervandoor ging met zijn schoonzus, waardoor hun dochtertje Jane dakloos werd. Hij neemt Jane onder zijn hoede en zoekt jarenlang tevergeefs naar de moordenaar, om zich vervolgens op zijn eigen ranch te vestigen.
Gawnes haat voor vrouwen verdwijnt wanneer hij Kathleen Harkness ontmoet, de aantrekkelijke en verfijnde dochter van een veedief in de bende van Hame Bozzam. Hame wil Kathleen echter voor zichzelf en laat Gawne neerschieten, maar die wordt door Blanche Dillon weer op de been geholpen.
Vastbesloten om de stad van de bende te ontdoen, verdrijft Gawne de corrupte sheriff Reb Butler die samenspant met Hame en trekt vervolgens met een groep cowboys naar het hoofdkwartier van de bandiet om de boel in brand te steken. Daar verneemt hij dat Hame Kathleen ontvoerd heeft en hij snelt haar ter hulp. Gawne raakt ernstig gewond in een gevecht met de outlaw, waarna Hame toegeeft dat hij Gawnes broer heeft vermoord. Wanneer Gawne dit hoort, raapt hij al zijn kracht bij elkaar om Hame van een klif te gooien. Gawne herstelt vervolgens onder Kathleens zorg.

## Rolverdeling
| Acteur              | Personage                    | Opmerkingen   |
| ------------------- | ---------------------------- | ------------- |
| William S. Hart     | Jefferson "Riddle" Gawne     |               |
| Katherine MacDonald | Kathleen Harkness            |               |
| Lon Chaney          | Watt Hyat, alias Hame Bozzam |               |
| Gretchen Lederer    | Blanche Dillon               |               |
| Gertrude Short      | Jane Gawne (Riddle's niece)  |               |
| Edwin B. Tilton     | Colonel Harkness             |               |
| Milton Ross         | Reb Butler                   |               |
| George Field        | "Nigger" Paisley             |               |
| Leon De La Mothe    | Jess Cass                    | als Leon Kent |